# 邵敬嬪
邵敬嬪（—1606年），明神宗妃嫔。

## 生平
扬州府泰州人，父邵名，母齐氏。明神宗萬曆九年時（1581年）選美入宮，次年冊封為敬嬪，其父以女貴封为正五品锦衣卫正千户。
邵敬嫔无出，万历三十四年三月十七日薨，大约四十岁。

## 相关资料
- 《大明神庙敬嬪墓志》